# Elecciones legislativas de Argentina de 1904
Las elecciones legislativas de Argentina de 1904 se realizaron el 13 de marzo del mencionado año para renovar la mitad de la Cámara de Diputados, cámara baja del Congreso de la Nación Argentina.
Fueron las únicas elecciones practicadas bajo la ley 4161, que establecía la subdivisión del territorio nacional en 120 circunscripciones uninominales para las elecciones a la Cámara de Diputados. La ley estuvo vigente hasta 1905.
Alfredo Palacios se consagró como el primer diputado socialista en la historia de Latinoamérica.

## Bancas a elegir
| Provincia           | Bancas | A elegir |
| ------------------- | ------ | -------- |
| Buenos Aires        | 28     | 15       |
| Capital Federal     | 20     | 11       |
| Catamarca           | 3      | 1        |
| Córdoba             | 11     | 8        |
| Corrientes          | 7      | 3        |
| Entre Ríos          | 9      | 1        |
| Jujuy               | 2      | 1        |
| La Rioja            | 2      | 1        |
| Mendoza             | 4      | 1        |
| Salta               | 4      | 2        |
| San Juan            | 3      | 2        |
| San Luis            | 3      | 3        |
| Santa Fe            | 12     | 6        |
| Santiago del Estero | 5      | 3        |
| Tucumán             | 7      | 2        |
| Total               | 120    | 60       |

## Resultados por provincia
| Provincia           | Circunscripción                          | Candidato                   | Partido | Partido                               | Votos     |
| ------------------- | ---------------------------------------- | --------------------------- | ------- | ------------------------------------- | --------- |
| Buenos Aires        | 6. Mercedes                              | Mariano Demaría (h)         |         | Unión Cívica Radical-Partidos Unidos  | 1.714     |
| Buenos Aires        | 6. Mercedes                              | José Honorio Silgueira      |         | Partido Liberal                       | 5         |
| Buenos Aires        | 6. Mercedes                              | Víctor Mercante             |         | Independiente                         | 3         |
| Buenos Aires        | 6. Mercedes                              | Hipólito Yrigoyen           |         | Unión Cívica Radical                  | 2         |
| Buenos Aires        | 6. Mercedes                              | Pedro J. Hernández          |         | Independiente                         | 2         |
| Buenos Aires        | 6. Mercedes                              | Julián Servetto             |         | Independiente                         | 1         |
| Buenos Aires        | 7. Chivilcoy                             | Mariano A. Pinedo           |         | PAN-Partidos Unidos                   | 1.319     |
| Buenos Aires        | 8. San Fernando                          | Francisco Seguí             |         | Partido Provincial-Partidos Unidos    | 1.588     |
| Buenos Aires        | 8. San Fernando                          | Tristán M. Almandos         |         | Partido Republicano                   | 591       |
| Buenos Aires        | 9. San Isidro                            | Carlos Monsalve             |         | PAN-Partidos Unidos                   | 1.311     |
| Buenos Aires        | 9. San Isidro                            | Avelino Rolón               |         | Partido Republicano                   | 934       |
| Buenos Aires        | 9. San Isidro                            | Manuel Ugarte               |         | Partido Socialista                    | 15        |
| Buenos Aires        | 9. San Isidro                            | Agustín Roca                |         | Independiente                         | 2         |
| Buenos Aires        | 9. San Isidro                            | Aquiles Guglialmelli        |         | Partido Autonomista Nacional          | 1         |
| Buenos Aires        | 9. San Isidro                            | Justo Villegas (h)          |         | Independiente                         | 1         |
| Buenos Aires        | 9. San Isidro                            | Federico Pinedo (padre)     |         | PAN-Partidos Unidos                   | 1         |
| Buenos Aires        | 10. Luján                                | Gregorio de Laferrère       |         | Asociación Popular-Partidos Unidos    | 2.794     |
| Buenos Aires        | 10. Luján                                | Narciso P. Lozano           |         | Independiente                         | 3         |
| Buenos Aires        | 10. Luján                                | Emilio Mitre                |         | Partido Republicano                   | 1         |
| Buenos Aires        | 10. Luján                                | Juan Malcolm                |         | Partido Autonomista Nacional          | 1         |
| Buenos Aires        | 12. Quilmes                              | Antonio Robirosa            |         | PAN-Partidos Unidos                   | 2.072     |
| Buenos Aires        | 12. Quilmes                              | Nicolás Videla              |         | Partido Republicano                   | 233       |
| Buenos Aires        | 12. Quilmes                              | José A. López               |         | Partido Autonomista Nacional          | 2         |
| Buenos Aires        | 12. Quilmes                              | Juan B. Justo               |         | Partido Socialista                    | 1         |
| Buenos Aires        | 13. La Plata Este                        | Félix Rivas                 |         | Partido Provincial-Partidos Unidos    | 1.083     |
| Buenos Aires        | 13. La Plata Este                        | Julio Sánchez Viamonte      |         | Partido Republicano                   | 176       |
| Buenos Aires        | 13. La Plata Este                        | Carlos A. Torcelli          |         | Partido Socialista                    | 12        |
| Buenos Aires        | 13. La Plata Este                        | Juan E. Chilotegui          |         | Independiente                         | 4         |
| Buenos Aires        | 13. La Plata Este                        | Emilio Frers                |         | Partido Republicano                   | 2         |
| Buenos Aires        | 13. La Plata Este                        | Ignacio Darío Irigoyen      |         | PAN-Partidos Unidos                   | 1         |
| Buenos Aires        | 13. La Plata Este                        | Eduardo Della Croce         |         | Independiente                         | 1         |
| Buenos Aires        | 13. La Plata Este                        | Claudio D. Mejía            |         | Independiente                         | 1         |
| Buenos Aires        | 13. La Plata Este                        | Gensérico Ramírez           |         | Partido Autonomista Nacional          | 1         |
| Buenos Aires        | 13. La Plata Este                        | Víctor Sarmiento            |         | Independiente                         | 1         |
| Buenos Aires        | 15. Chascomús                            | Federico Pinedo (padre)     |         | PAN-Partidos Unidos                   | 1.603     |
| Buenos Aires        | 15. Chascomús                            | Alfredo Letamendi           |         | Partido Republicano                   | 424       |
| Buenos Aires        | 15. Chascomús                            | Ángel Olmos                 |         | Independiente                         | 1         |
| Buenos Aires        | 17. Lincoln                              | Ignacio Darío Irigoyen      |         | PAN-Partidos Unidos                   | 3.475     |
| Buenos Aires        | 17. Lincoln                              | Manuel Gallardo             |         | Independiente                         | 3         |
| Buenos Aires        | 17. Lincoln                              | Cruz H. Cein                |         | Independiente                         | 2         |
| Buenos Aires        | 20. Alvear                               | Fermín Moyano               |         | PAN-Partidos Unidos                   | 3.434     |
| Buenos Aires        | 20. Alvear                               | José María Niño             |         | Partido Republicano                   | 32        |
| Buenos Aires        | 21. Las Flores                           | Julio S. Dantas             |         | Partido Provincial-Partidos Unidos    | 2.264     |
| Buenos Aires        | 22. Azul                                 | Francisco Uriburu (h)       |         | PAN-Partidos Unidos                   | 956       |
| Buenos Aires        | 22. Azul                                 | Antonio C. Frers            |         | Partido Republicano                   | 181       |
| Buenos Aires        | 23. Dolores                              | Faustino M. Lezica          |         | PAN-Partidos Unidos                   | 1.883     |
| Buenos Aires        | 23. Dolores                              | Juan B. Quadri              |         | Partido Republicano                   | 371       |
| Buenos Aires        | 23. Dolores                              | Casimiro Montes             |         | Independiente                         | 1         |
| Buenos Aires        | 24. Pueyrredón (Mar del Plata)           | Mariano H. de la Riestra    |         | Unión Cívica Nacional-Partidos Unidos | 2.313     |
| Buenos Aires        | 24. Pueyrredón (Mar del Plata)           | Domingo Heguilor            |         | Partido Autonomista Nacional          | 5         |
| Buenos Aires        | 24. Pueyrredón (Mar del Plata)           | Bernardino Parejas          |         | Independiente                         | 3         |
| Buenos Aires        | 25. Necochea                             | Pastor Lacasa               |         | PAN-Partidos Unidos                   | 2.528     |
| Buenos Aires        | 25. Necochea                             | Tomás Anchorena             |         | Partido Autonomista Nacional          | 1         |
| Capital Federal     | 1. Vélez Sarsfield                       | Mariano de Vedia y Mitre    |         | Partido Autonomista Nacional          | 244       |
| Capital Federal     | 1. Vélez Sarsfield                       | Nicolás Calvo               |         | Independiente                         | 231       |
| Capital Federal     | 1. Vélez Sarsfield                       | Jerónimo de la Serna        |         | Partido Republicano                   | 128       |
| Capital Federal     | 1. Vélez Sarsfield                       | Ernesto Tornquist           |         | Partido Autonomista                   | 118       |
| Capital Federal     | 1. Vélez Sarsfield                       | Arturo J. Aguirre           |         | Independiente                         | 11        |
| Capital Federal     | 2. San Cristóbal Sud                     | Eliseo Cantón               |         | Partido Autonomista                   | 463       |
| Capital Federal     | 2. San Cristóbal Sud                     | Francisco Pascasio Moreno   |         | Partido Autonomista Nacional          | 455       |
| Capital Federal     | 2. San Cristóbal Sud                     | Miguel Piñero Sorondo       |         | Partido Autonomista Nacional          | 448       |
| Capital Federal     | 2. San Cristóbal Sud                     | Enrique del Valle Iberlucea |         | Partido Socialista                    | 99        |
| Capital Federal     | 2. San Cristóbal Sud                     | Diego Leiva                 |         | Independiente                         | 59        |
| Capital Federal     | 2. San Cristóbal Sud                     | José Podestá                |         | Independiente                         | 17        |
| Capital Federal     | 4. San Juan Evangelista                  | Alfredo Palacios            |         | Partido Socialista                    | 831       |
| Capital Federal     | 4. San Juan Evangelista                  | Marco M. Avellaneda         |         | Partido Autonomista                   | 593       |
| Capital Federal     | 4. San Juan Evangelista                  | Alberto Rodríguez Larreta   |         | Partido Autonomista Nacional          | 572       |
| Capital Federal     | 4. San Juan Evangelista                  | Jaime Llavallol             |         | Partido Autonomista Nacional          | 357       |
| Capital Federal     | 4. San Juan Evangelista                  | Miguel Tedín                |         | Partido Republicano                   | 102       |
| Capital Federal     | 4. San Juan Evangelista                  | Emilio P. Ungaro            |         | Independiente                         | 94        |
| Capital Federal     | 6. San Carlos Sud                        | Manuel Carlés               |         | Partido Autonomista                   | 602       |
| Capital Federal     | 6. San Carlos Sud                        | Filemón Cabanillas          |         | Independiente                         | 341       |
| Capital Federal     | 6. San Carlos Sud                        | Manuel B. Gonnet            |         | Partido Autonomista Nacional          | 258       |
| Capital Federal     | 6. San Carlos Sud                        | Carlos M. Urien             |         | Partido Republicano                   | 140       |
| Capital Federal     | 6. San Carlos Sud                        | Adrián Patroni              |         | Partido Socialista                    | 11        |
| Capital Federal     | 8. San Cristóbal Norte                   | Manuel María de Iriondo     |         | Unión Cívica Radical                  | 846       |
| Capital Federal     | 8. San Cristóbal Norte                   | Héctor Quesada              |         | Partido Autonomista Nacional          | 501       |
| Capital Federal     | 8. San Cristóbal Norte                   | Carlos Luro                 |         | Partido Autonomista Nacional          | 461       |
| Capital Federal     | 8. San Cristóbal Norte                   | José Ignacio Llobet         |         | Partido Autonomista                   | 227       |
| Capital Federal     | 8. San Cristóbal Norte                   | Francisco Reynelli          |         | Independiente                         | 125       |
| Capital Federal     | 8. San Cristóbal Norte                   | Francisco Cúneo             |         | Partido Socialista                    | 119       |
| Capital Federal     | 8. San Cristóbal Norte                   | Antonio F. Guiero           |         | Independiente                         | 109       |
| Capital Federal     | 8. San Cristóbal Norte                   | Carlos Vega Belgrano        |         | Independiente                         | 82        |
| Capital Federal     | 10. Balvanera Sud                        | Pedro M. Cernadas           |         | Partido Autonomista Nacional          | 583       |
| Capital Federal     | 10. Balvanera Sud                        | Enrique Revilla             |         | Independiente                         | 513       |
| Capital Federal     | 10. Balvanera Sud                        | José León Suárez            |         | Partido Republicano                   | 280       |
| Capital Federal     | 10. Balvanera Sud                        | Juan B. Justo               |         | Partido Socialista                    | 110       |
| Capital Federal     | 12. Concepción                           | Francisco José Oliver       |         | Partido Autonomista Nacional          | 886       |
| Capital Federal     | 12. Concepción                           | Enrique Bonifacio           |         | Independiente                         | 847       |
| Capital Federal     | 12. Concepción                           | Martín A. Martínez          |         | Partido Republicano                   | 610       |
| Capital Federal     | 12. Concepción                           | Víctor M. Molina            |         | Partido Autonomista                   | 183       |
| Capital Federal     | 12. Concepción                           | Víctor Ruen                 |         | Independiente                         | 17        |
| Capital Federal     | 16. Belgrano                             | Carlos Delcasse             |         | Partido Autonomista                   | 528       |
| Capital Federal     | 16. Belgrano                             | Carlos Varangot             |         | Partido Republicano                   | 499       |
| Capital Federal     | 16. Belgrano                             | Hilario Orlandini           |         | Independiente                         | 175       |
| Capital Federal     | 16. Belgrano                             | Enrique Dickmann            |         | Partido Socialista                    | 15        |
| Capital Federal     | 16. Belgrano                             | Silvio Chilategui           |         | Independiente                         | 6         |
| Capital Federal     | 17. Palermo                              | Rufino Varela Ortiz         |         | Independiente                         | 831       |
| Capital Federal     | 17. Palermo                              | Juan M. Garro               |         | Partido Republicano                   | 6         |
| Capital Federal     | 17. Palermo                              | Adolfo Sauce                |         | Independiente                         | 5         |
| Capital Federal     | 18. Las Heras                            | Luis Peluffo                |         | Partido Autonomista Nacional          | 859       |
| Capital Federal     | 18. Las Heras                            | Belisario Otamendi          |         | Partido Autonomista Nacional          | 762       |
| Capital Federal     | 18. Las Heras                            | Tomás Santa Coloma          |         | Partido Republicano                   | 557       |
| Capital Federal     | 18. Las Heras                            | Belisario Bossio            |         | Independiente                         | 27        |
| Capital Federal     | 19. Pilar                                | Pedro O. Luro               |         | Partido Autonomista Nacional          | 1.084     |
| Capital Federal     | 19. Pilar                                | Daniel J. Dónovan           |         | Partido Republicano                   | 839       |
| Capital Federal     | 19. Pilar                                | José B. Martínez            |         | Partido Autonomista                   | 752       |
| Catamarca           | 2. Catamarca                             | Guillermo Correa            |         | Partido Autonomista Nacional          | Sin datos |
| Córdoba             | 1. Ischilín (Quilino)                    | Pablo S. Argañaraz          |         | Partido Autonomista Nacional          | 1.243     |
| Córdoba             | 3. Colón (Jesús María)                   | Julio A. Roca (h)           |         | Partido Autonomista Nacional          | 2.355     |
| Córdoba             | 3. Colón (Jesús María)                   | Custodio Bustos Fierros     |         | Independiente                         | 2         |
| Córdoba             | 3. Colón (Jesús María)                   | José Yofre                  |         | Partido Autonomista Nacional          | 1         |
| Córdoba             | 4. Río Segundo (Villa del Rosario)       | José Yofre                  |         | Partido Autonomista Nacional          | 1.240     |
| Córdoba             | 4. Río Segundo (Villa del Rosario)       | Luis Juárez                 |         | Independiente                         | 1         |
| Córdoba             | 6. Córdoba Oeste                         | Demidio A. de Olmos         |         | Partido Autonomista Nacional          | 871       |
| Córdoba             | 6. Córdoba Oeste                         | Manuel Pizarro              |         | Partido Autonomista Nacional          | 2         |
| Córdoba             | 6. Córdoba Oeste                         | Pablo S. Argañaraz          |         | Partido Autonomista Nacional          | 2         |
| Córdoba             | 6. Córdoba Oeste                         | Manuel Rivero               |         | Independiente                         | 1         |
| Córdoba             | 6. Córdoba Oeste                         | Moisés Escalante Posse      |         | Independiente                         | 1         |
| Córdoba             | 6. Córdoba Oeste                         | Ramón de Olmos              |         | Independiente                         | 1         |
| Córdoba             | 6. Córdoba Oeste                         | Pedro Molina                |         | Independiente                         | 1         |
| Córdoba             | 6. Córdoba Oeste                         | Alberto Vita                |         | Independiente                         | 1         |
| Córdoba             | 7. San Alberto (San Pedro)               | Pedro Vieyra Latorre        |         | Partido Autonomista Nacional          | 1.501     |
| Córdoba             | 8. San Justo (San Francisco)             | Gonzalo Figueroa            |         | Partido Autonomista Nacional          | 659       |
| Córdoba             | 9. Unión (Bell Ville)                    | Ángel Machado               |         | Partido Autonomista Nacional          | 1.899     |
| Córdoba             | 9. Unión (Bell Ville)                    | Justo P. Ortiz              |         | Independiente                         | 3         |
| Córdoba             | 10. Tercero Arriba (Villa María)         | Julio Astrada               |         | Partido Autonomista Nacional          | 1.622     |
| Córdoba             | 10. Tercero Arriba (Villa María)         | Amado Ceballos              |         | Independiente                         | 2         |
| Córdoba             | 10. Tercero Arriba (Villa María)         | José María Altamira         |         | Independiente                         | 2         |
| Corrientes          | 4. Bella Vista                           | Juan José Silva             |         | Partido Liberal                       | 2.888     |
| Corrientes          | 4. Bella Vista                           | Otros                       |         |                                       | 2         |
| Corrientes          | 5. Mercedes                              | Manuel Bejarano             |         | Partido Liberal                       | 2.736     |
| Corrientes          | 5. Mercedes                              | Otros                       |         |                                       | 5         |
| Corrientes          | 7. Monte Caseros                         | Eduardo Mohando             |         | Partido Liberal                       | 2.350     |
| Entre Ríos          | 7. Diamante                              | Sabá Hernández              |         | Partido Autonomista Nacional          | 981       |
| Jujuy               | 1. Humahuaca                             | Octavio Iturbe              |         | Partido Autonomista Nacional          | 2.732     |
| La Rioja            | 1. Famatina (Villa Argentina, Chilecito) | Leónidas Carreño            |         | Partido Autonomista Nacional          | 2.629     |
| La Rioja            | 1. Famatina (Villa Argentina, Chilecito) | Anacarsis Lanús             |         | Independiente                         | 2.419     |
| Mendoza             | 3. Junín                                 | Carlos Ponce                |         | Partido Autonomista Nacional          | 1.553     |
| Mendoza             | 3. Junín                                 | Juan E. Serú                |         | Partido Autonomista Nacional          | 8         |
| Mendoza             | 3. Junín                                 | Néstor Guiraldes            |         | Independiente                         | 8         |
| Mendoza             | 3. Junín                                 | Tomás Galigniana            |         | Independiente                         | 1         |
| Salta               | 2. Cafayate                              | Santiago Fleming            |         | Partido Provincial                    | 2.454     |
| Salta               | 2. Cafayate                              | Adolfo Valdés               |         | Partido Republicano                   | 2.295     |
| Salta               | 3. Rosario de la Frontera                | Aniceto Latorre             |         | Partido Republicano                   | 2.372     |
| Salta               | 3. Rosario de la Frontera                | Abel Zerda                  |         | Partido Provincial                    | 1.921     |
| Salta               | 3. Rosario de la Frontera                | Luis Linares                |         | Partido Provincial                    | 1         |
| San Juan            | 1. San Juan (Capital)                    | Manuel José Godoy           |         | Partido Democrático                   | 1.859     |
| San Juan            | 1. San Juan (Capital)                    | César Aguilar               |         | Partido Constitucional                | 1.176     |
| San Juan            | 1. San Juan (Capital)                    | Alejandro Rodas             |         | Partido Democrático                   | 5         |
| San Juan            | 1. San Juan (Capital)                    | Carlos Sarmiento            |         | Partido Constitucional                | 1         |
| San Juan            | 3. Pocitos                               | Alejandro Rodas             |         | Partido Democrático                   | 1.734     |
| San Juan            | 3. Pocitos                               | Carlos Sarmiento            |         | Partido Constitucional                | 1.224     |
| San Juan            | 3. Pocitos                               | Juan Maurín                 |         | Partido Democrático                   | 1         |
| San Juan            | 3. Pocitos                               | César Aguilar               |         | Partido Constitucional                | 1         |
| San Luis            | 1. Ayacucho (San Francisco)              | Adeodato Berrondo           |         | Partido Autonomista Nacional          | 1.025     |
| San Luis            | 2. Pedernera (Villa Mercedes)            | Narciso Gutiérrez           |         | Partido Autonomista Nacional          | 1.451     |
| San Luis            | 2. Pedernera (Villa Mercedes)            | Eleodoro Lobos              |         | Partido Republicano                   | 1.052     |
| San Luis            | 3. San Luis                              | Eulalio Astudillo           |         | Partido Autonomista Nacional          | 1.373     |
| San Luis            | 3. San Luis                              | Juan Daract                 |         | Partido Republicano                   | 1.148     |
| Santa Fe            | 5. Santa Fe                              | Carlos Vocos Giménez        |         | Partido Autonomista Nacional          | 1.380     |
| Santa Fe            | 5. Santa Fe                              | Néstor de Iriondo           |         | Unión Cívica Radical                  | 4         |
| Santa Fe            | 5. Santa Fe                              | Eliseo Videla               |         | Partido Autonomista Nacional          | 3         |
| Santa Fe            | 5. Santa Fe                              | José Maciá                  |         | Partido Autonomista Nacional          | 2         |
| Santa Fe            | 5. Santa Fe                              | José A. Gómez               |         | Partido Autonomista Nacional          | 2         |
| Santa Fe            | 5. Santa Fe                              | Benito Pinasco              |         | Partido Autonomista Nacional          | 1         |
| Santa Fe            | 5. Santa Fe                              | Jacinto Viñas               |         | Independiente                         | 1         |
| Santa Fe            | 5. Santa Fe                              | Heriberto Basualdo          |         | Independiente                         | 1         |
| Santa Fe            | 6. San Jerónimo (Coronda)                | Celestino L. Pera           |         | Partido Autonomista Nacional          | 1.470     |
| Santa Fe            | 6. San Jerónimo (Coronda)                | Benjamín López              |         | Independiente                         | 2         |
| Santa Fe            | 6. San Jerónimo (Coronda)                | Cosme Freyre                |         | Independiente                         | 1         |
| Santa Fe            | 6. San Jerónimo (Coronda)                | José López                  |         | Independiente                         | 1         |
| Santa Fe            | 7. Iriondo (Cañada de Gómez)             | Gregorio García Vieyra      |         | Partido Autonomista Nacional          | 1.873     |
| Santa Fe            | 7. Iriondo (Cañada de Gómez)             | Clorindo Mendieta           |         | Unión Cívica Radical                  | 15        |
| Santa Fe            | 7. Iriondo (Cañada de Gómez)             | Rudecindo Freyre            |         | Partido Autonomista Nacional          | 1         |
| Santa Fe            | 9. Rosario Norte                         | Pelayo Ledesma              |         | Partido Autonomista Nacional          | 948       |
| Santa Fe            | 9. Rosario Norte                         | Lisandro de la Torre        |         | Partido Republicano                   | 593       |
| Santa Fe            | 9. Rosario Norte                         | Luis Vila                   |         | Partido Autonomista Nacional          | 2         |
| Santa Fe            | 9. Rosario Norte                         | José Leguizamón             |         | Independiente                         | 1         |
| Santa Fe            | 9. Rosario Norte                         | Luis Lemos                  |         | Independiente                         | 1         |
| Santa Fe            | 9. Rosario Norte                         | Fenelón Guerrera            |         | Independiente                         | 1         |
| Santa Fe            | 9. Rosario Norte                         | Estanislao Zeballos         |         | Partido Autonomista Nacional          | 1         |
| Santa Fe            | 10. Rosario Sud                          | Luis Lamas Freyre           |         | Partido Autonomista Nacional          | 904       |
| Santa Fe            | 10. Rosario Sud                          | Lisandro de la Torre        |         | Partido Republicano                   | 5         |
| Santa Fe            | 10. Rosario Sud                          | Pascual Acevedo             |         | Independiente                         | 1         |
| Santa Fe            | 10. Rosario Sud                          | César Zapata                |         | Independiente                         | 1         |
| Santa Fe            | 10. Rosario Sud                          | Mariano Candioti            |         | Unión Cívica Radical                  | 1         |
| Santa Fe            | 10. Rosario Sud                          | Estanislao Zeballos         |         | Partido Autonomista Nacional          | 1         |
| Santa Fe            | 10. Rosario Sud                          | Pascual Quiroga             |         | Partido Autonomista Nacional          | 1         |
| Santa Fe            | 10. Rosario Sud                          | Pelayo Ledesma              |         | Partido Autonomista Nacional          | 1         |
| Santa Fe            | 12. Villa Constitución                   | Octavio Grandoli            |         | Partido Autonomista Nacional          | 2.465     |
| Santa Fe            | 12. Villa Constitución                   | Miguel Grandoli             |         | Partido Autonomista Nacional          | 1         |
| Santiago del Estero | 1. Figueroa                              | Antenor Álvarez             |         | Partido Autonomista Nacional          | 2.346     |
| Santiago del Estero | 3. Choya (Frías)                         | Manuel Argañaraz            |         | Partido Autonomista Nacional          | 2.179     |
| Santiago del Estero | 5. Salavina                              | Napoleón Barraza            |         | Partido Autonomista Nacional          | 3.548     |
| Tucumán             | 1. Burruyacú                             | Pedro G. Méndez             |         | Partido Provincial                    | 3.250     |
| Tucumán             | 1. Burruyacú                             | José Frías Silva            |         | Unión Popular                         | 1.694     |
| Tucumán             | 2. Tucumán (Parroquia Victoria)          | Manuel Paz                  |         | Unión Popular                         | 1.696     |
| Tucumán             | 2. Tucumán (Parroquia Victoria)          | Delfín Gigena               |         | Partido Provincial                    | 1.606     |

1. ↑  Renunció el 15 de marzo de 1906, lo reemplaza Andrónico Castro en una elección especial el 22 de julio de 1906.
2. ↑  Renunció el 1 de mayo de 1906, lo reemplaza Adolfo Saldías en una elección especial el 22 de julio de 1906.
3. ↑  Renunció el 1 de mayo de 1906, lo reemplaza Marcelino Ugarte en una elección especial el 22 de julio de 1906. Marcelino Ugarte renunció el 10 de enero de 1907, no fue reemplazado.
4. ↑  Renunció el 20 de septiembre de 1907, no fue reemplazado.
5. ↑  Falleció el 2 de marzo de 1907, no fue reemplazado.
6. ↑  Nunca asumió, lo reemplaza José Manuel Álvarez en una elección especial el 10 de julio de 1904.
7. ↑  Falleció el 28 de agosto de 1906, lo reemplaza Juan Carlos Pitt en una elección especial el 9 de diciembre de 1906.
8. ↑  Renunció el 6 de mayo de 1906, lo reemplaza Ramón Díaz de Vivar en una elección especial el 21 de septiembre de 1906.
9. ↑  Renunció el 30 de abril de 1907, no fue reemplazado.
10. ↑  Renunció el 12 de mayo de 1905, lo reemplaza Guillermo Aubone en una elección especial el 30 de julio de 1905.
11. ↑  Falleció el 19 de julio de 1906, lo reemplaza Juan Barrera Cordón en una elección especial el 30 de septiembre de 1906.
12. ↑  Renunció el 18 de febrero de 1906, lo reemplaza Santiago Pinasco en una elección especial el 5 de agosto de 1906.

## Elecciones parciales
| Provincia       | Fecha                   | Circunscripción         | Candidato                   | Partido | Partido                      | Votos     |
| --------------- | ----------------------- | ----------------------- | --------------------------- | ------- | ---------------------------- | --------- |
| Capital Federal | 24 de julio de 1904     | 11. Balvanera Norte     | Santiago Gregorio O'Farrell |         | Partido Republicano          | 439       |
| Capital Federal | 24 de julio de 1904     | 11. Balvanera Norte     | Santiago J. Duhalde         |         | Partido Autonomista          | 383       |
| Capital Federal | 24 de julio de 1904     | 11. Balvanera Norte     | Carlos Luro                 |         | Independiente                | 367       |
| Capital Federal | 24 de julio de 1904     | 11. Balvanera Norte     | Enrique Revilla             |         | Independiente                | 176       |
| Capital Federal | 24 de julio de 1904     | 11. Balvanera Norte     | Jorge Rodríguez             |         | Partido Autonomista Nacional | 165       |
| Capital Federal | 24 de julio de 1904     | 11. Balvanera Norte     | Gregorio R. Pinto           |         | Partido Socialista           | 26        |
| Capital Federal | 16 de julio de 1905     | 7. San Carlos Norte     | Carlos Meyer Pellegrini     |         | Partido Autonomista          | 599       |
| Capital Federal | 16 de julio de 1905     | 7. San Carlos Norte     | Eduardo Fierro              |         |                              | 227       |
| Capital Federal | 16 de julio de 1905     | 13. Monserrat           | Antonio Lanusse             |         | Partido Republicano          | 1.112     |
| Capital Federal | 16 de julio de 1905     | 13. Monserrat           | Tomás R. Cullen             |         | Partido Republicano          | 800       |
| Capital Federal | 16 de julio de 1905     | 13. Monserrat           | Francisco Cúneo             |         |                              | 65        |
| Capital Federal | 16 de julio de 1905     | 13. Monserrat           | Julio Fonrouge              |         |                              | 8         |
| Córdoba         | 10 de julio de 1904     | 1. Ischilín (Quilino)   | José Manuel Álvarez         |         | Partido Autonomista Nacional | 1.200     |
| Córdoba         | 10 de julio de 1904     | 1. Ischilín (Quilino)   | José María Álvarez          |         | Independiente                | 4         |
| San Juan        | 30 de julio de 1905     | 1. San Juan (Capital)   | Guillermo Aubone            |         |                              | Sin datos |
| Santa Fe        | 12 de marzo de 1905     | 1. Reconquista          | Juan Carlos Crouzeilles     |         |                              | 1.379     |
| Tucumán         | 7 de agosto de 1904     | 6. Graneros y Río Chico | Eduardo Elordi              |         | Partido Provincial           | 2.596     |
| Tucumán         | 7 de agosto de 1904     | 6. Graneros y Río Chico | Luis J. Nougués             |         | Unión Popular                | 1.683     |
| Tucumán         | 7 de agosto de 1904     | 6. Graneros y Río Chico | Neptalí R. Montenegro       |         | Partido Provincial           | 1         |
| Tucumán         | 4 de septiembre de 1904 | 7. Chicligasta          | Manuel Martínez             |         | Partido Provincial           | 3.357     |
| Tucumán         | 4 de septiembre de 1904 | 7. Chicligasta          | Hugo Wilson                 |         | Unión Popular                | 1.253     |

1. ↑  Electo para completar el mandato de Pedro O. Luro (1902-1906).
2. ↑  Electo para completar el mandato de Adolfo Orma (1902-1906).
3. ↑  Electo para completar el mandato de Alberto Capdevila (1902-1906).
4. ↑  Electo para completar el mandato de Pablo S. Argañaraz (1904-1908).
5. ↑  Electo para completar el mandato de Manuel José Godoy (1904-1908).
6. ↑  Electo para completar el mandato de Nicasio Oroño (1902-1906).
7. ↑  Electo para completar el mandato de Juan Posse (1902-1906).
8. ↑  Electo para completar el mandato de Alberto de Soldati (1902-1906).